# Александър Райс
Александър Хамилтън Райс (на английски: Alexander Hamilton Rice) е американски лекар, географ, геолог, пътешественик, изследовател на Южна Америка.

## Произход и кариера (1875 – 1921)
Роден е на 2 август 1875 година в Бостън, Масачузетс, САЩ. През 1898 г. завършва бакалавърска степен от Медицинския факултет на Харвардския университет, а през 1904 – магистърска степен по медицина и започва медицинска практика. По време на Първата световна война се записва като доброволец и е полеви лекар на фронта през 1914 – 1915. От 1915 до 1917 г. е директор на военна болница в Париж. След влизането на САЩ във войната през 1917 е мобилизиран като лейтенант във Военноморския флот и става преподавател във Военномедицинското училище в Нюпорт, Род Айлънд, който пост заема до 1921 г.
Освен медицинско образование Райс завършва картография и топография в Харвардския университет.

## Експедиционна дейност (1907 – 1925)
В периода 1907 – 1925 г., Райс провежда седем експедиции в Южна Америка, като изследва над 1,3 млн. км2 от басейна на Амазонка.
От 1907 до 1917 г. с прекъсвания изследва изцяло басейна на река Рио Негро (2300 км, ляв приток на Амазонка), в т.ч. реките Ваупес (1907 г.) и Исана (1912 – 1913 г.), десни притоци на Рио Негро.
От средата на септември до 13 декември 1919 г. проследява цялото течение на Рио Негро, а от 13 до 20 декември – цялото течение на река Касикияре (410 км). През януари 1920 г. се опитва безуспешно да достигне до изворите на Ориноко.
От август 1924 до юни 1925 г. изследва целия басейн на река Рио Бранко (1300 км, ляв приток на Рио Негро), в т.ч. река Урарикуера (десен приток на Рио Бранко) и открива южния хребет на Гвианската планинска земя – Серра Парима.
По време на последната си експедиция използва самолет за извършване на аерофотозаснемане на големи участъци от басейна на Амазонка, като направените аеро-фотоснимки стават база за картиране на региона.

## Следващи години (1925 – 1956)
През 1929 г. става спонсор и един от основателите, а впоследствие и заместник-директор до 1952 г., на Института по географски изследвания към Харвардския университет, който институт се превръща в основен център за изготвяне на топографски и географски карти изработени по фотограметричен начин, т.е. чрез аерофотозаснемане на определени територии и последващото им картиране.
Райс е куратор на музея в Пибоди по археология и етнология на Южна Америка. Преподавател по тропическа медицина в Харвардския университет и заместник-директор на Американския музей по естествена история.
През 1952 г. Райс се пенсионира и се оттегля в имението на жена си в Мирамар, близо до Нюпорт, където умира на 21 юли 1956 г. на 80-годишна възраст.